# 油酸钙
油酸钙是一种化合物，化学式为Ca(C17H33COO)2。它可由油酸和氯化钙在四甲基氢氧化铵存在下于甲醇中反应制得，或油酸和氢氧化钙在乙醇中回流得到。它可用于制备碳酸钙、磷酸钙等纳米粒。

## 拓展阅读
- Yoshiaki Yamamoto, Tatsuro Kijima, Toshiya Morikawa, Yoshimune Nonomura. . Journal of Oleo Science. 2015, 64 (10): 1095–1100  [2023-03-03]. ISSN 1345-8957. doi:10.5650/jos.ess15090. （原始内容存档于2022-06-19） （英语）.